# Núi Thành (thị trấn in Quảng Nam)
Núi Thành is een thị trấn en tevens de hoofdplaats in het district Núi Thành, een van de districten in de Vietnamese provincie Quảng Nam. Núi Thành heeft ruim 10.000 inwoners op een oppervlakte van 4,57 km².
Núi Thành ligt op de linker oever van de Trâu bij het estuarium van de Trường Giang en de Tam Kỳ.

## Verkeer en vervoer
Een van de belangrijkste verkeersaders is de Quốc lộ 1A. Deze weg verbindt Lạng Sơn met Cà Mau. Deze weg is gebouwd in 1930 door de Franse kolonisator. De weg volgt voor een groot gedeelte de route van de AH1. Deze weg Aziatische weg is de langste Aziatische weg en gaat van Tokio in Japan via verschillende landen, waaronder de Volksrepubliek China en Vietnam, naar Turkije. De weg eindigt bij de grens met Bulgarije en gaat vervolgens verder als de Europese weg 80.
Ook de Spoorlijn Hanoi - Ho Chi Minhstad gaat door Núi Thành. Núi Thành heeft een spoorwegstation aan deze spoorlijn, te weten Station Núi Thành in het zuiden van Núi Thành.